# Diecezja Yongping
Diecezja Yongping, diecezja Lulong, diecezja Tangshan (łac. Dioecesis Iompimensis, chiń. 天主教永平教区) – rzymskokatolicka diecezja ze stolicą de iure w Lulong (dawniej Yongping) w prefekturze miejskiej Qinhuangdao, w prowincji Hebei, w Chińskiej Republice Ludowej. Obecnie biskupi de facto rezydują w Tangshan  w sąsiedniej prefekturze miejskiej. Biskupstwo jest sufraganią archidiecezji pekińskiej.

## Historia
23 grudnia 1899 papież Leon XIII erygował wikariat apostolski Wschodniego Zhili. Dotychczas wierni z tych terenów należeli do wikariatu apostolskiego Północnego Zhili (obecnie archidiecezja pekińska).
3 grudnia 1924 zmieniono nazwę na wikariat apostolski Yongping.
W wyniku reorganizacji chińskich struktur kościelnych dokonanej przez papieża Piusa XII 11 kwietnia 1946 wikariat apostolski Yongping podniesiono do godności diecezji.
Z 1950 pochodzą ostatnie pełne, oficjalne kościelne statystyki. Diecezja Yongping liczyła wtedy:
- 42 kapłanów (12 diecezjalnych i 30 zakonnych)
- 9 braci i 49 sióstr zakonnych
- 15 parafii.

Od zwycięstwa komunistów w chińskiej wojnie domowej w 1949 diecezja, podobnie jak cały prześladowany Kościół katolicki w Chinach, nie może normalnie działać. Zagraniczni misjonarze z o. Johnem Herrijgersem CM, administratorem apostolskim diecezji Yongping, zostali wydaleni z kraju. Ojciec Herrijgers CM pracował później na Tajwanie.
W 1980 Patriotyczne Stowarzyszenie Katolików Chińskich przeniosło stolicę diecezji do Tangshan. Wierny papieżowi Kościół podziemny nadal posługuje się nazwą diecezja Yongping.
Obecnym biskupem jest Peter Fang Jianping. Został on wyświęcony na biskupa w 2000 bez zgody papieża, ale z aprobatą władz w Pekinie. Jednak w 2002 Stolica Apostolska uznała jego sakrę. Ordynariuszem diecezji został w 2008 (według Kościoła). Władze państwowe uważały go za koadiutora poprzednika do 2010, gdy po przejściu na emeryturę dotychczasowego antybiskupa mógł oficjalnie objąć biskupstwo.
Emerytowany antybiskup John Liu Jinghe przyjął święcenia biskupie bez papieskiego mandatu. Brak informacji czy w późniejszym czasie go uzyskał. W 2010 obaj biskupi uczestniczyli w ingresie nieuznawanego za ordynariusza przez Stolicę Apostolską antybiskupa Baoding Francisa An Shuxina. Jednak bp Liu Jinghe kilka miesięcy później odmówił wzięcia udziału w nielegalnej (z kościelnego punktu widzenia) sakrze innego antybiskupa.

## Ordynariusze

### Wikariusze apostolscy
- Ernest François Geurts CM[7] (1899 - 1940)
- Eugenio Lebouille[8] CM (1940 - 1946)

### Biskupi
- Eugenio Lebouille CM (1946 - 1948)
- sede vacante (być może urząd sprawował biskup(i) Kościoła podziemnego) (1948 - 2008)
  - o. John Herrijgers CM (1948 - 1983 de facto do 1952) administrator apostolski
- Peter Fang Jianping (2008 - nadal)

### Antybiskupi
Ordynariusze mianowani przez Patriotyczne Stowarzyszenie Katolików Chińskich nieposiadający mandatu papieskiego:
- Lan Bolu (1958 – 1976)
- John Liu Jinghe (1981 – 2010).